# Carlos Zambrano
Carlos Augusto Zambrano Ochandarte (Callao, 10 de julho de 1989) é um futebolista peruano, que atua como defensor. Com a seleção peruana de futebol, tem como medalhas o vice-campeonato da Copa América 2019 e a medalha de bronze obtida na Copa América 2015.

## Carreira
Zambrano começou a praticar futebol na academia Cantolao em Callao-Peru. Ele nunca conseguiu jogar nenhuma partida nas ligas ou divisões superiores de seu país natal. Em 2006 começou a fazer parte das divisões menores do clube alemão Schalke 04. Depois de um ano o zagueiro conseguiu sair no campo de futebol como jogador profissional, porém, não fez sua estreia.

### FC Schalke 04
Em 2006, foi contratado pelo clube alemão Schalke 04, no qual passou a fazer parte das divisões menores. Em 2007, ele jogou seu primeiro jogo como profissional. No entanto, sua estreia em competições oficiais só se deu em 1º de agosto de 2009, quando foi titular pela primeira rodada da Copa da Alemanha. Nessa partida, ele também marcou seu primeiro gol com a camisa do Schalke, marcando o primeiro gol da vitória por 4 a 0 sobre a Germânia Windeck.
Zambrano fez sua estreia na liga pelo clube, começando todo o jogo, com uma vitória por 2 a 1 sobre o 1. FC Nürnberg no jogo de abertura da temporada. Zambrano ajudou o time a manter três jogos consecutivos sem sofrer golos entre 6 de dezembro de 2009 e 18 de dezembro de 2009. Porém, Zambrano logo viu seu tempo de jogo reduzido, por estar suspenso e enfrentando o próprio problema de lesão. Mas ele fez mais três aparições, jogando na posição de lateral-direito, mais tarde na temporada 2009-10.

### FC St. Pauli
Foi anunciado em 10 de julho de 2010 que o FC St. Pauli assinou com Zambrano por empréstimo de dois anos, com opção de compra incluída. Ao ingressar no clube, onde recebeu a camisa cinco, Zambrano disse: "Estou satisfeito que agora seja perfeito. É uma grande equipe. Eles acabaram de subir, mas têm bastante potencial de desenvolvimento. Se você puder continuar trabalhando com calma , então talvez haja mais nisso do que a luta contra o rebaixamento, estou ansioso para os grandes fãs." Zambrano fez sua estreia no FC St. Pauli, começando todo o jogo com uma derrota por 1 a 0 para o Chemnitzer FC na primeira rodada da DFB Pokal. Ele fez sua estreia na liga pelo clube no jogo de abertura da temporada contra o SC Freiburg, começando todo o jogo e ajudando o time a vencer por 3–1. Desde a sua estreia, tornou-se titular regular da equipa, jogando como zagueiro.
Zambrano desempenhou um papel importante quando preparou um gol para Gerald Asamoah marcar o empate, com o FC St. Pauli vencendo por 2–1 contra o Borussia Mönchengladbach em 21 de setembro de 2010. Zambrano então marcou seu primeiro gol pelo clube, em uma derrota por 3-1 contra o Eintracht Frankfurt em 30 de outubro de 2010. No entanto, ele sofreu uma lesão que o manteve afastado por um mês. Zambrano voltou ao time titular contra o SC Freiberg em 15 de janeiro de 2011 e ajudou o time a empatar em 2–2. Mais tarde, na temporada 2010-11, ele continuou afastado dos gramados, suspenso e, em seguida, sofreu uma ruptura no ligamento do tendão da coxa direita durante uma partida contra o 1. FC Nürnberg, o que o deixou afastado dos gramados pelo resto da temporada. Embora o clube tenha sido rebaixado desde que foi afastado, Zambrano terminou sua primeira temporada, fazendo vinte e uma partidas e marcando uma vez em todas as competições.
Antes da temporada 2011-12, Zambrano estava vinculado a uma transferência para o TSG 1899 Hoffenheim, levando a um desentendimento entre seu clube, o Schalke 04, e o TSG 1899 Hoffenheim. Eventualmente, a mudança deu em nada, já que o FC St. Pauli afirmou que permaneceria no clube. No entanto, Zambrano permaneceu afastado dos gramados, pois ainda estava se recuperando de uma ruptura no ligamento do tendão da coxa direita pelo resto do ano.
Em dezembro de 2011, seu principal clube, o Schalke 04, queria trazer Zambrano de volta, mas não deu em nada. Não foi até 4 de fevereiro de 2012, quando ele voltou ao primeiro time, começando uma partida e jogou 45 minutos antes de ser substituído no intervalo, em uma derrota por 2 a 1 contra o Alemannia Aachen.

### Rubin Kazan
Zambrano se transferiu para o Rubin Kazan, em 2016.

### Dínamo de Kiev
Zambrano se transferiu para o Dínamo de Kiev, em 2018.

## Títulos
Boca Juniors
- Campeonato Argentino: 2019–20
- Copa da Argentina: 2019-20
- Copa da Liga Profissional: 2020, 2022

### Campanhas de Destaque
Seleção Peruana
- Copa América - Vice Campeão: 2019
- Copa América - Terceiro Lugar: 2015